# Острівні території Токіо

Острови Ідзу та Оґасавара

Острівні́ терито́рії То́кіо (яп. 東京都島嶼部, とうきょうととうしょぶ, МФА: [toːkʲoː toː toːɕobu]) — складова японської префектури Токіо. Охоплює віддалені острови Ідзу та Оґасавара поза межами острова Хонсю, вздовж Ідзу-Оґасаварського жолобу. Інша назва — Ідзу-Оґасаварські острови. Видовженість островів з півночі на південь — 1200 км. Станом на 2011 рік до острівних територій належали 4 області 2 містечка і 7 сіл:
- Область Осіма (містечко Осіма; села Тосіма, Ніїдзіма й Кодзусіма);
- Область Міяке (села Міяке й Мікурадзіма);
- Область Хатідзьо (містечко Хатідзьо й село Аоґасіма).
- Область Оґасавара (село Оґасавара)

Протягом 1868 — 1896 років острівні території входили до складу префектури Ніраяма. Після 1896 років вони буди перепідпорядковані префектурі Токіо. Транспортне сполучення відбувається за допомоги поромів та літаків.